# Янссон, Руне
Карл Аксель Руне «Шиннскаттебержец» Янссон (швед. Karl Axel Rune "Skinnskattebergarn" Jansson ; 29 мая 1932, Шиннскаттеберг, Швеция — 24 ноября 2018) — шведский борец греко-римского стиля, бронзовый призёр Олимпийских игр, бронзовый призёр чемпионата мира, трёхкратный чемпион Швеции (1956, 1957, 1959). Обладатель до сегодняшнего дня не побитого олимпийского рекорда в борьбе: во втором круге Олимпийских игр 1956 года он положил соперника на лопатки за 11 секунд, что является самой быстрой чистой победой за всю историю олимпийской борьбы.

## Биография
Начал заниматься борьбой в родном городе, но вскоре перебрался в Гётеборг, где примкнул к клубу Örgryte IS.
В 1955 году остался четвёртым на чемпионате мира. 
На Летних Олимпийских играх 1956 года в Мельбурне боролся в среднем весе (до 79 килограммов). По регламенту турнира борец получал в схватках штрафные баллы. Набравший 5 штрафных баллов спортсмен выбывал из турнира. Титул оспаривали 10 борцов.
Руне Янссон, проиграв в первой встрече будущему чемпиону Гиви Картозии, тем не менее сумел добраться до финала. Победив в четвёртом круге он набрал 5 штрафных баллов, но продолжил турнир, поскольку победил конкурента в личной встрече, также претендовавшего на участие в финале. В финальном круге проиграл схватку за «серебро», завоевав таким образом бронзовую медаль Олимпийских игр. 
| Выступление на Олимпийских играх 1956 года | Выступление на Олимпийских играх 1956 года | Выступление на Олимпийских играх 1956 года | Выступление на Олимпийских играх 1956 года | Выступление на Олимпийских играх 1956 года | Выступление на Олимпийских играх 1956 года | Выступление на Олимпийских играх 1956 года |
| Круг                                       | Соперник                                   | Страна                                     | Результат                                  | Баллы                                      | Всего баллов                               | Время схватки                              |
| ------------------------------------------ | ------------------------------------------ | ------------------------------------------ | ------------------------------------------ | ------------------------------------------ | ------------------------------------------ | ------------------------------------------ |
| 1                                          | Гиви Картозия                              | Союз Советских Социалистических Республик  | Поражение По очкам                         | 0-3 -3                                     | -3                                         |                                            |
| 2                                          | Вильо Пункари                              | Финляндия                                  | Победа Туше                                | 0                                          | -3                                         | 0:11                                       |
| 3                                          | Джим Пекхэм                                | Соединённые Штаты Америки                  | Победа По очкам                            | 2-1 -1                                     | -4                                         |                                            |
| 4                                          | Ханс Штерр                                 | Германия                                   | Победа По очкам                            | 3-0 -1                                     | -5                                         |                                            |
| Финал                                      | Димитр Добрев                              | Болгария                                   | Поражение По очкам                         | 0-3 -3                                     | -3                                         |                                            |

В 1957 году перешёл в другой клуб Uddevalla IS. 
В 1958 году завоевал «бронзу» чемпионата мира.
На Летних Олимпийских играх 1960 года в Риме боролся  в полутяжёлом весе (до 87 килограммов). По регламенту турнира борец получал в схватках штрафные баллы. Набравший 5 штрафных баллов спортсмен выбывал из турнира. Титул оспаривали 17 борцов.
Руне Янссон, проиграв первую встречу, получил в ней травму и с соревнований снялся. 
| Выступление на Олимпийских играх 1960 года | Выступление на Олимпийских играх 1960 года | Выступление на Олимпийских играх 1960 года | Выступление на Олимпийских играх 1960 года | Выступление на Олимпийских играх 1960 года | Выступление на Олимпийских играх 1960 года | Выступление на Олимпийских играх 1960 года |
| Круг                                       | Соперник                                   | Страна                                     | Результат                                  | Баллы                                      | Всего баллов                               | Время схватки                              |
| ------------------------------------------ | ------------------------------------------ | ------------------------------------------ | ------------------------------------------ | ------------------------------------------ | ------------------------------------------ | ------------------------------------------ |
| 1                                          | Херберт Альбрехт                           | Германия                                   | Поражение По очкам                         | -3                                         | -3                                         | 12:00                                      |

В 1962 году остался четвёртым на чемпионате мира. 
По окончании карьеры работал инспектором на верфи Уддеваллы, жил там же.